# Chevrolet Equinox

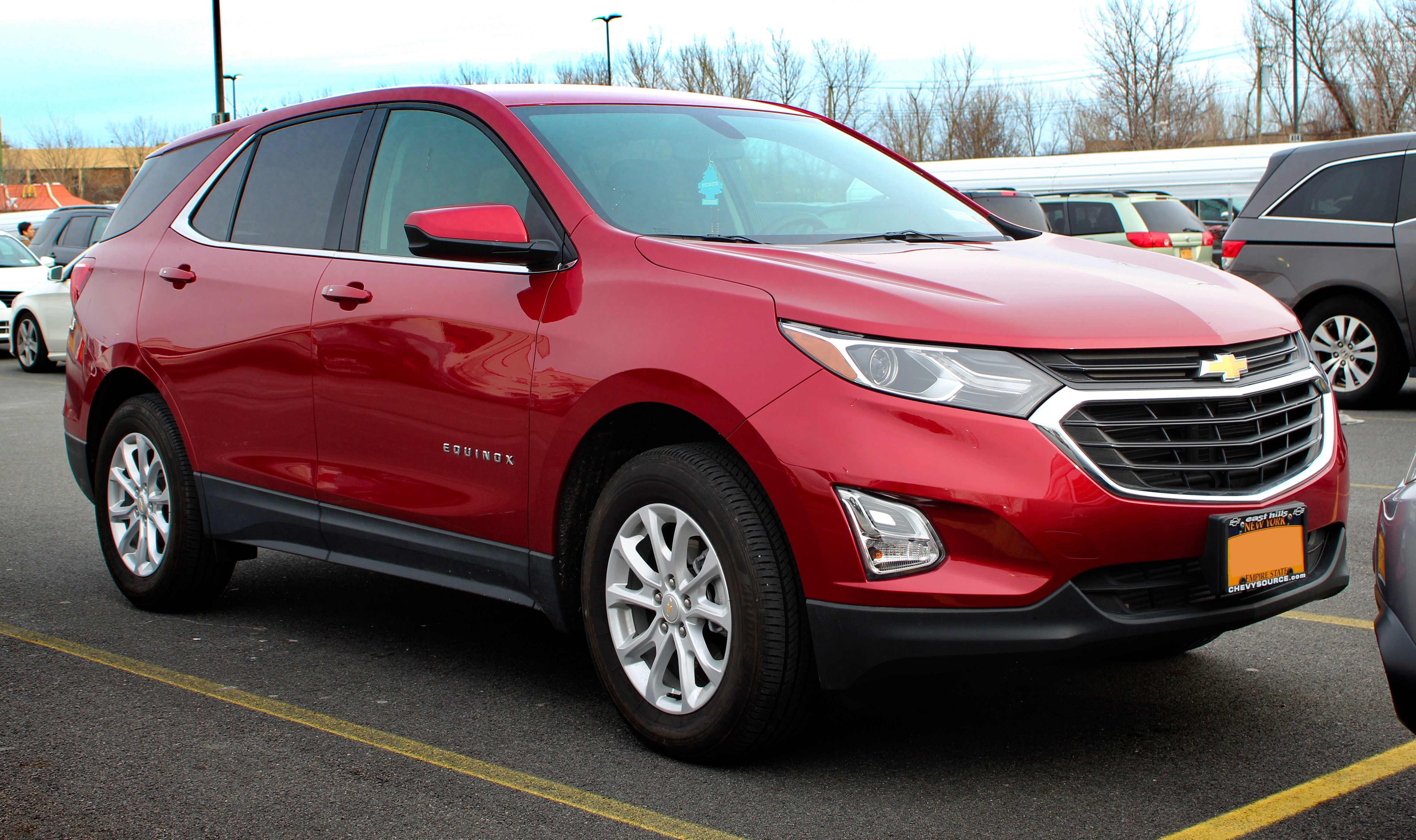
Chevrolet Equinox 2018.

El Chevrolet Equinox es un automóvil todoterreno del segmento D desarrollado por la empresa estadounidense General Motors y vendido bajo las marcas Chevrolet como Equinox y Pontiac como Pontiac Torrent desde el año 2004. Es un cinco plazas con motor delantero transversal y tracción delantera o a las cuatro ruedas, que comparte plataforma con el Suzuki XL7, el Chevrolet Captiva y el Opel Antara. Algunos de sus rivales son el Ford Edge, el Hyundai Santa Fe, el Kia Sorento y el Mazda CX-7.
Las diferencias entre el Equinox y el Torrent son de aspecto y equipamiento. El Torrent sustituyó al Pontiac Aztek, en tanto que el Equinox complementa al Chevrolet TrailBlazer, de similar tamaño pero más apto para circulación todoterreno. Ambos modelos se fabrican en Ingersoll, Ontario, Canadá.

## Primera generación (2004-2009)
La primera generación de ambos modelos se estrenó en el Salón del Automóvil de Los Ángeles: el Equinox en 2004 y el Torrent en 2005.
Sus motores son gasolina atmosféricos: un V6 de 3.4 litros y 188 CV y un 3.6 litros de 208 CV. Están asociados a una caja de cambios automática de cinco y seis marchas respectivamente. La Pontiac Torrent se presentó con un poco más de lujo que la Equinox.

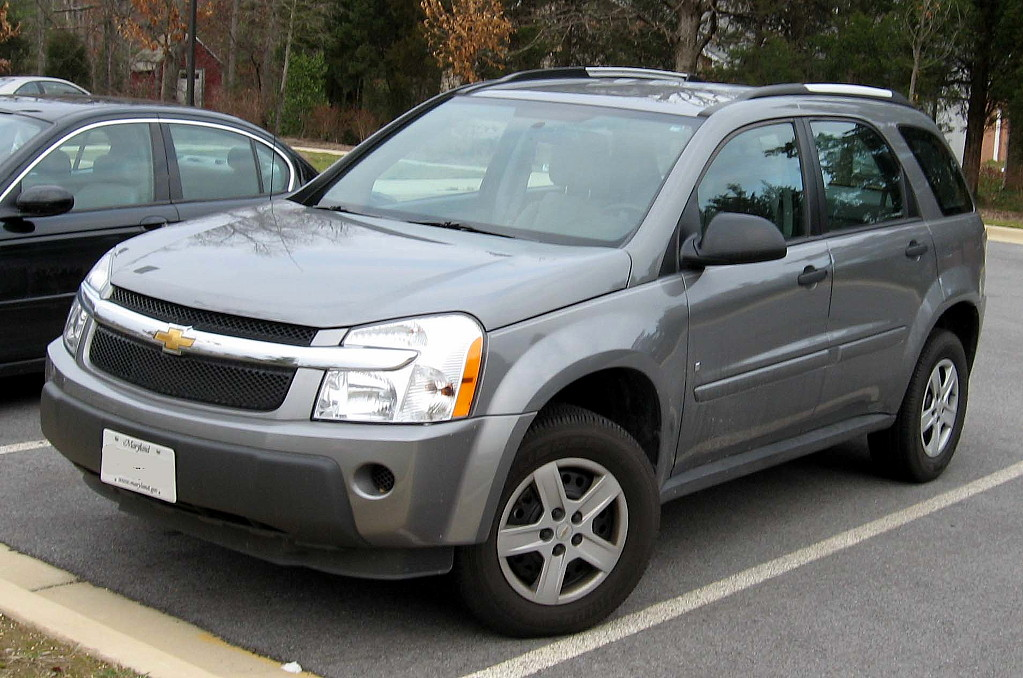
Vista delantera
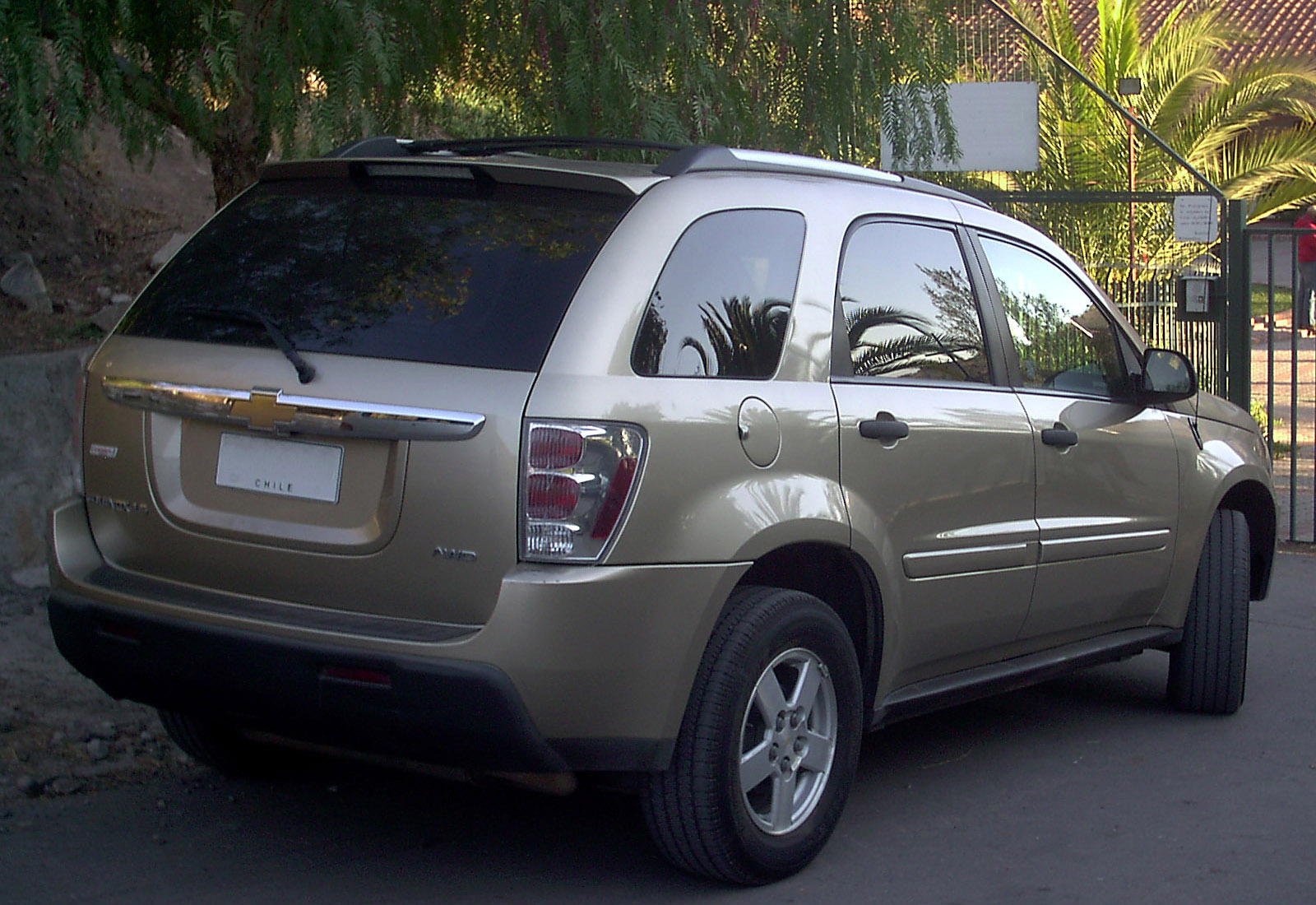
Vista trasera
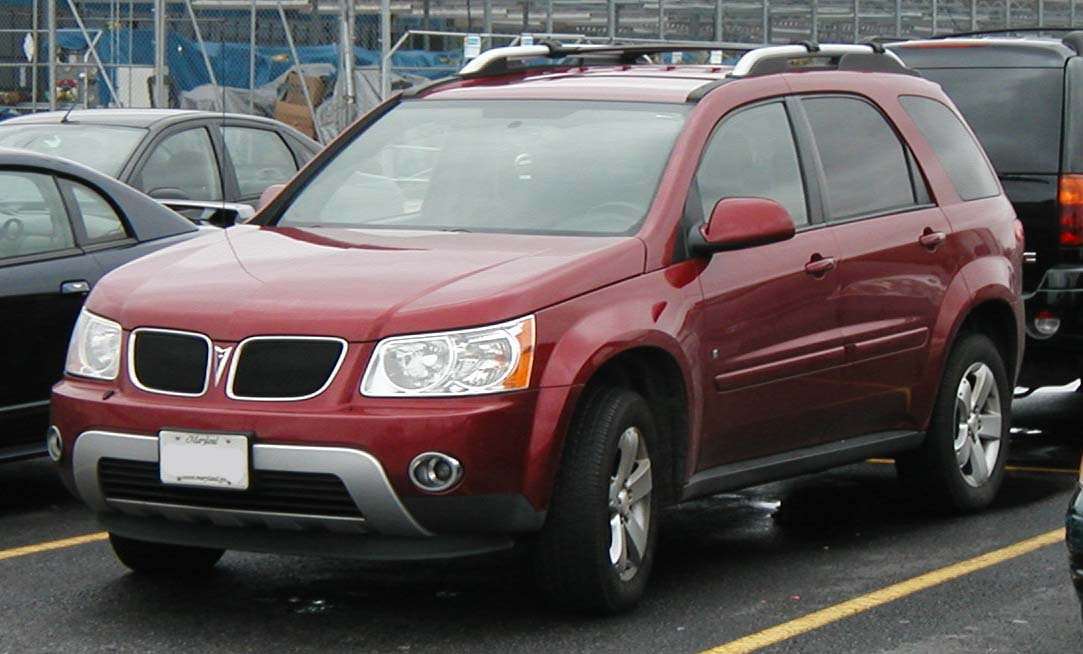
Pontiac Torrent

## Segunda generación (2009-2016)
La segunda generación del Equinox se presentó por primera vez en el Salón del Automóvil de Detroit de 2009 fue sacado a la venta a mediados de ese año. Por su parte, el Torrent desapareció junto con Pontiac al año siguiente.
Estará equipado con dos motores gasolina atmosféricos y equipados con inyección directa: un cuatro cilindros en línea de 2.4 litros y 184 CV, y un seis cilindros en V de 3.6 litros y 258 CV. En ambos casos, la caja de cambios es automática de seis marchas.

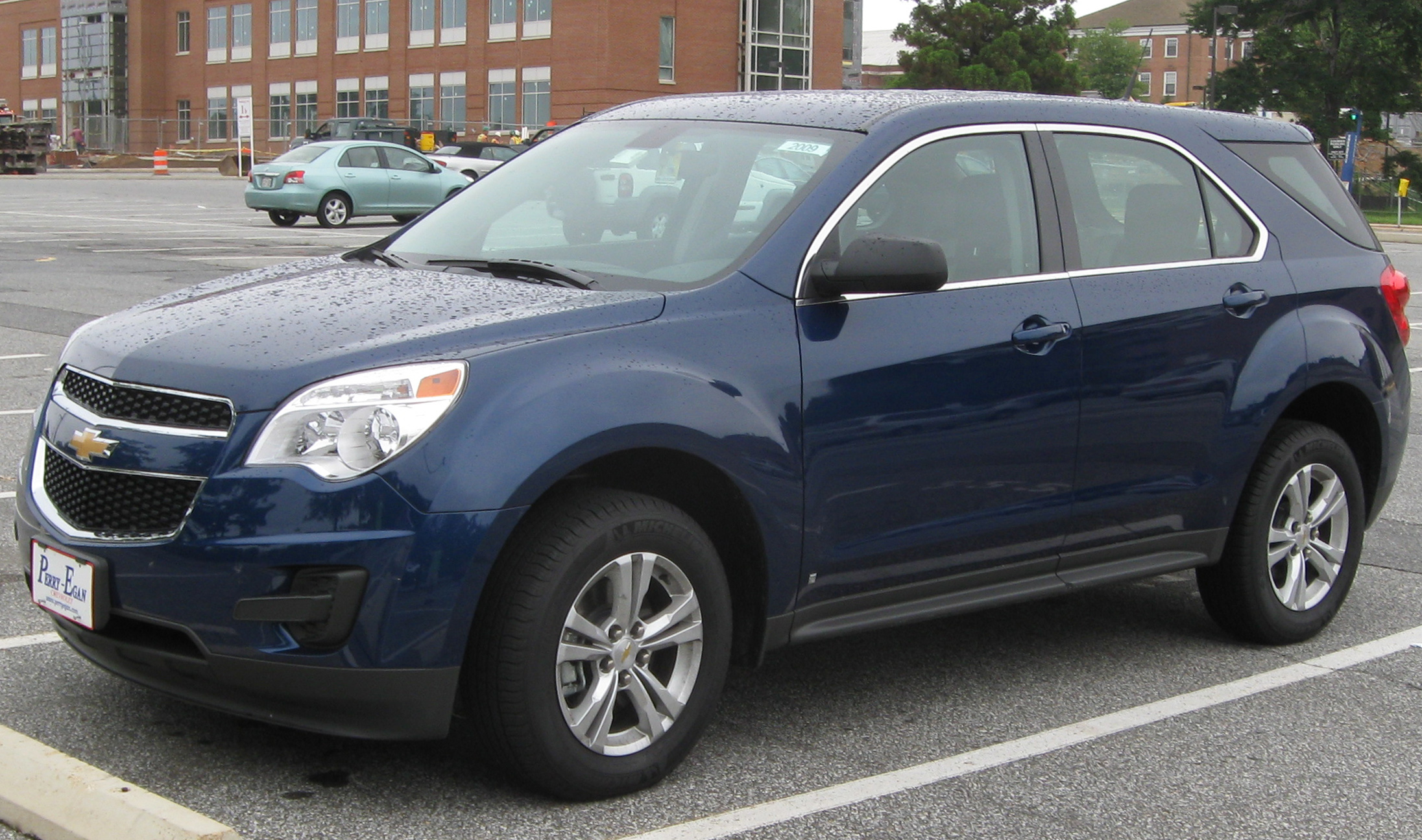
Vista delantera (2009-2016)
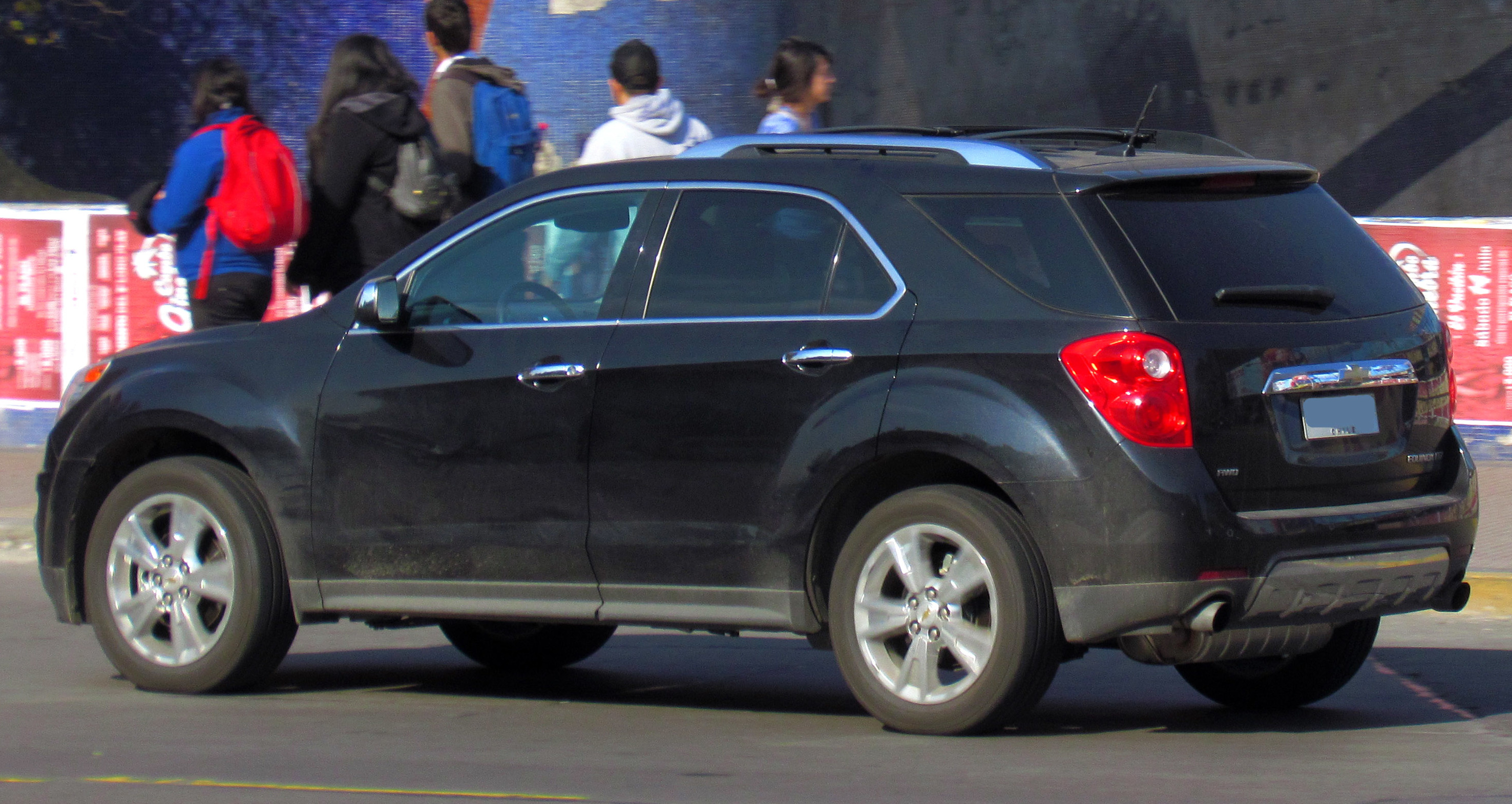
Vista trasera (2009-2016)

## Tercera generación (2016-presente)

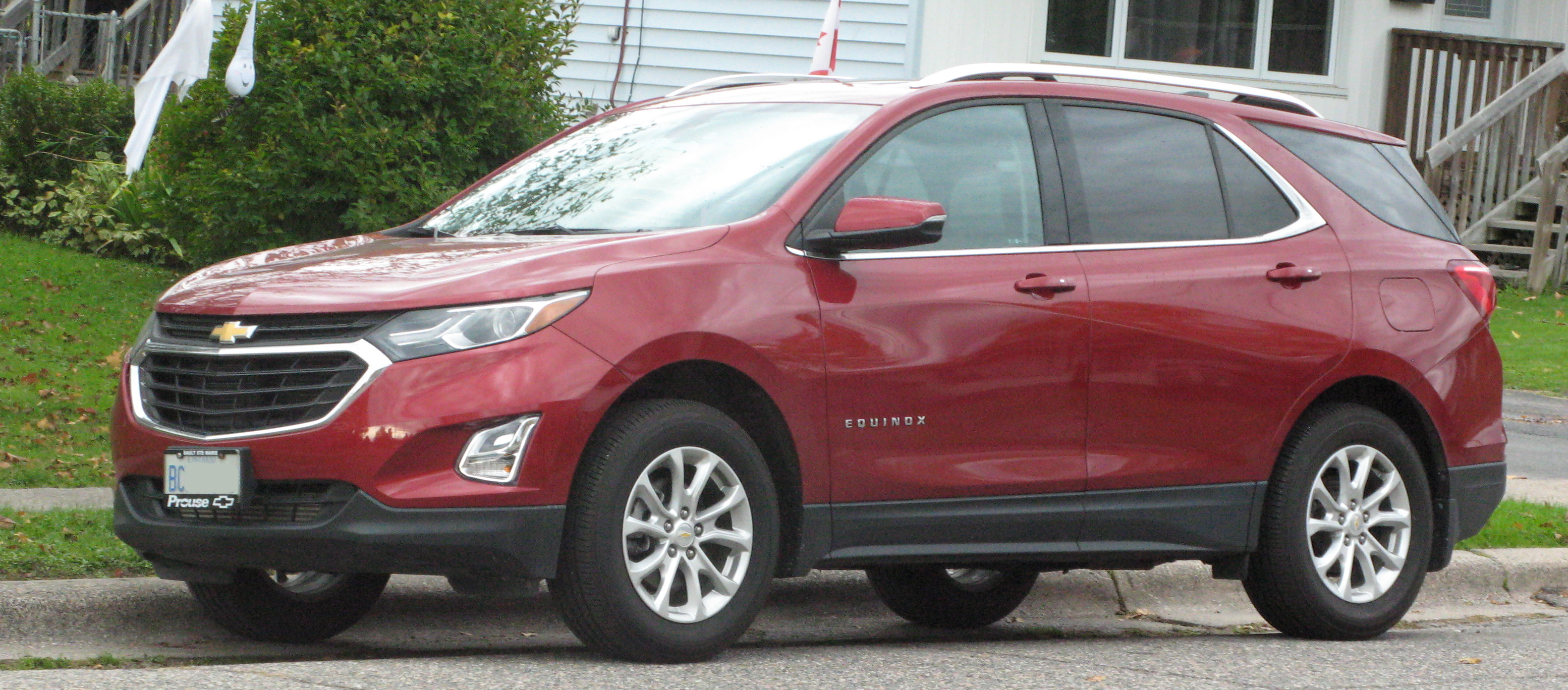
Vista delantera (pre-facelift)
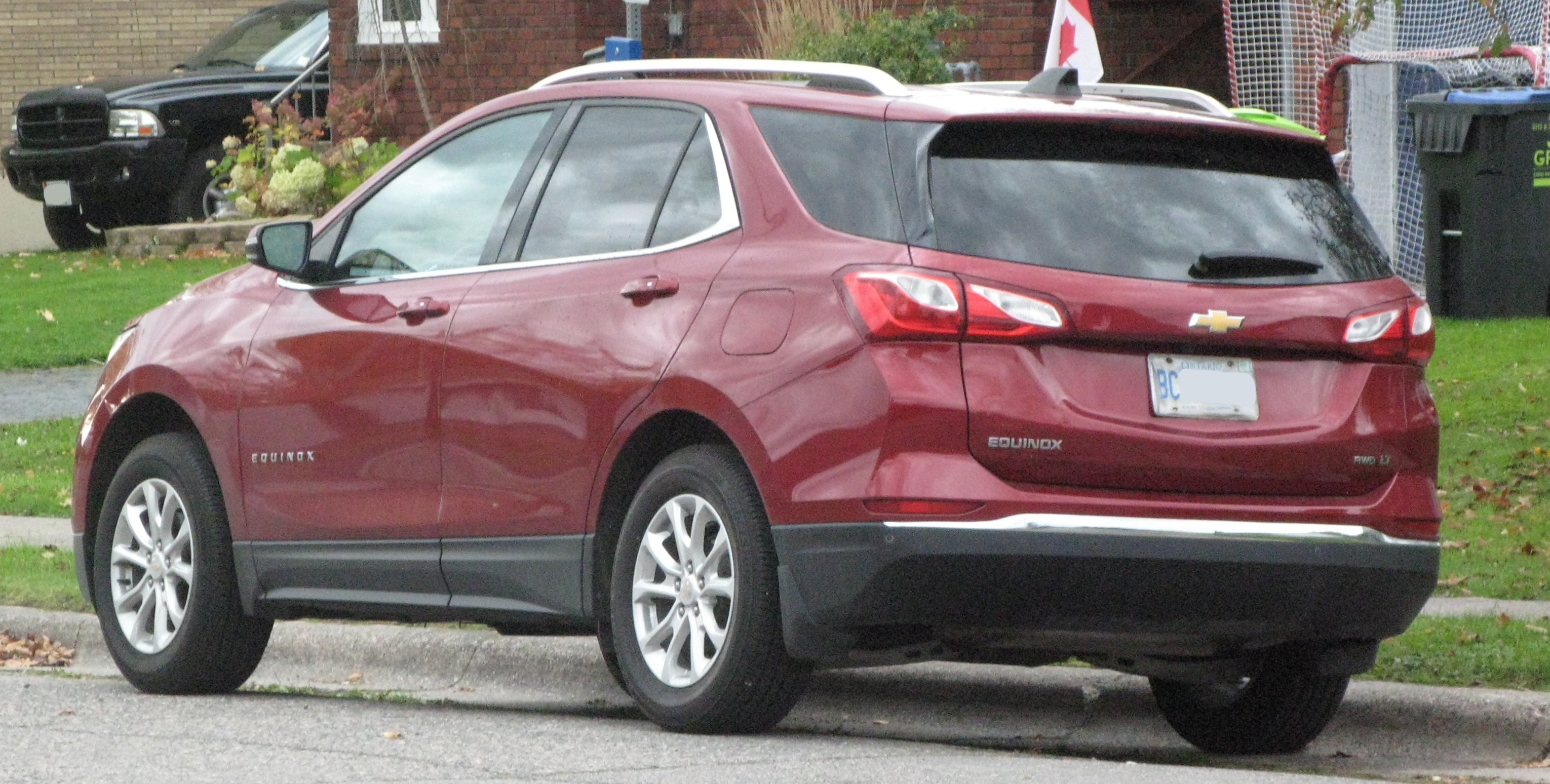
Vista trasera (pre-facelift)
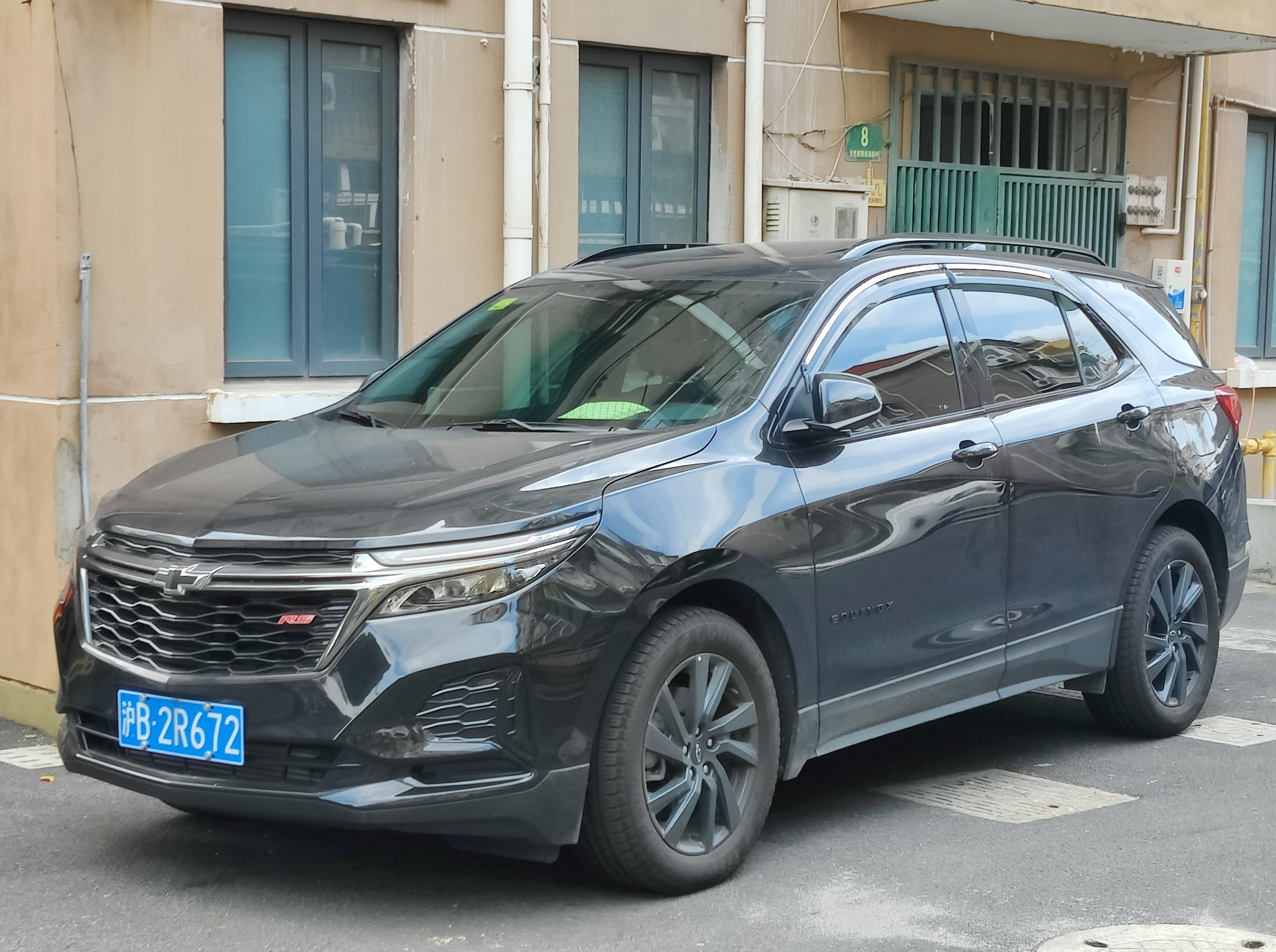
Vista delantera (post-facelift)
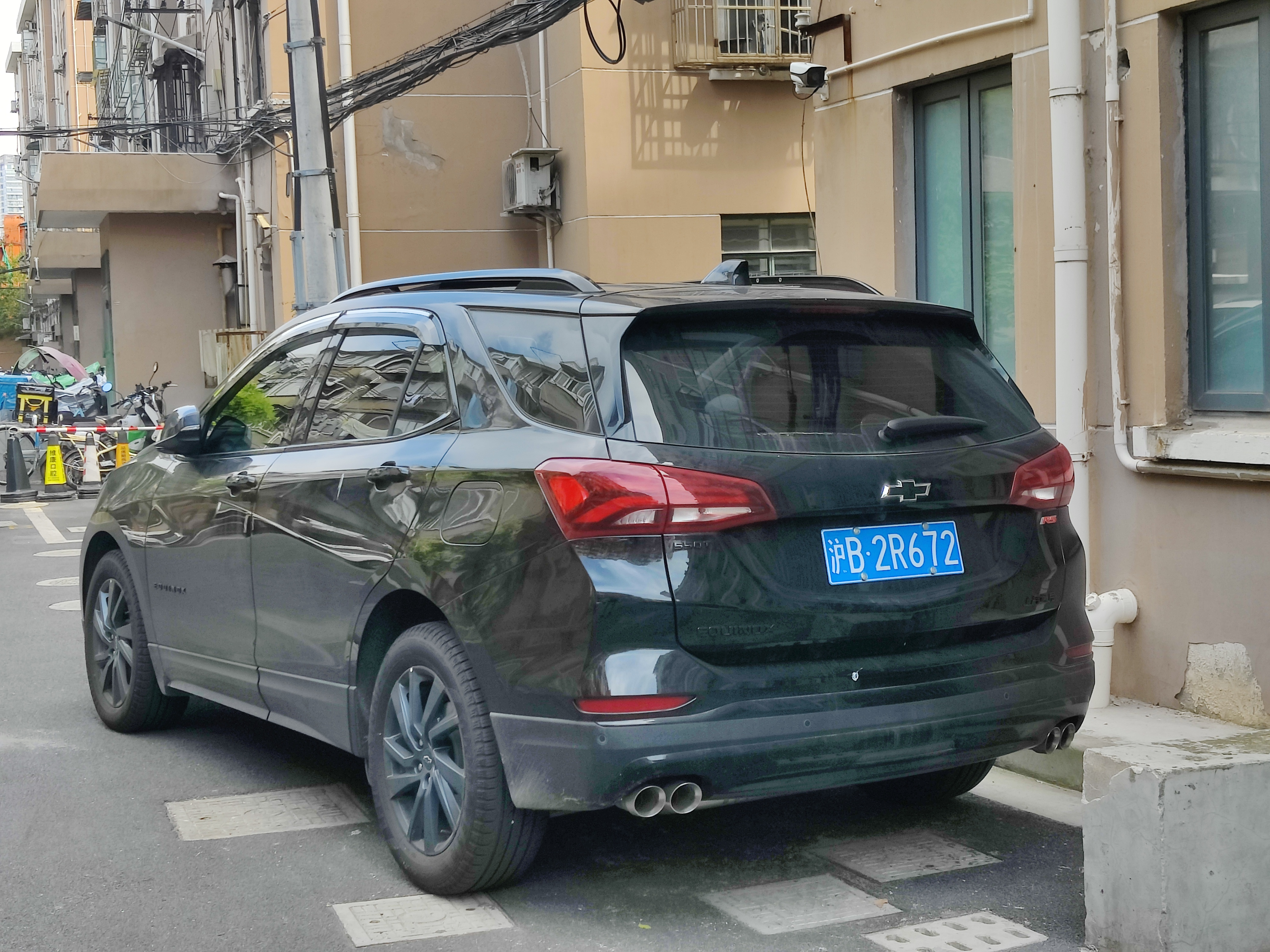
Vista trasera (post-facelift)